# Євпаторійський район
Євпаторійський район (крим. Kezlev rayonı) — район в Україні, Автономна Республіка Крим. Адміністративний центр — місто Євпаторія.
Утворений 7 вересня 2023 року з територій Євпаторійської і Сакської міських рад республіканського значення та Сакського і Чорноморського районів.
За переписом 2001 року населення району становило 260,5 тисячі осіб.

## Ради і населені пункти
У районі 118 населених пунктів — 2 міста, 7 селищ і 109 сіл, які входять до 40 рад — 2 міських, 5 селищних і 33 сільських.
Відповідно до Закону України «Про внесення змін до деяких законодавчих актів України щодо вирішення окремих питань адміністративно-територіального устрою Автономної Республіки Крим» до 7 жовтня 2023 року мають бути затверджені адміністративні центри та території територіальних громад району.